# Żytlin
Żytlin (biał. Жытлін; ros. Житлин) – wieś na Białorusi, w obwodzie brzeskim, w rejonie iwacewickim, w sielsowiecie Żytlin (którego władz jednak nie jest siedzibą).
W dwudziestoleciu międzywojennym leżał w Polsce, w województwie poleskim, w powiecie kosowskim/iwacewickim, w gminie Borki-Hiczyce/Iwacewicze. Po II wojnie światowej w granicach Związku Sowieckiego. Od 1991 w niepodległej Białorusi.